# Colonia Bicha
Colonia Bicha es una localidad argentina ubicada en el departamento Castellanos de la provincia de Santa Fe. Se encuentra 1 km al oeste de la ruta provincial 22, y 2 km al este del límite con la provincia de Córdoba, con la cual la vincula un camino que llega a Colonia Vignaud.
Cuenta con una dependencia policial inaugurada en 2013. Su escuela data de 1910, llamada "Martín Miguel de Güemes".

## Población
Cuenta con 347 habitantes (Indec, 2010), lo que representa un incremento frente a los 280 habitantes (Indec, 2001) del censo anterior.
| Gráfica de evolución demográfica de Colonia Bicha entre 1991 y 2010 |
|                                                                     |
| Fuente: Censos nacionales del INDEC                                 |